# Vuist (gereedschap)

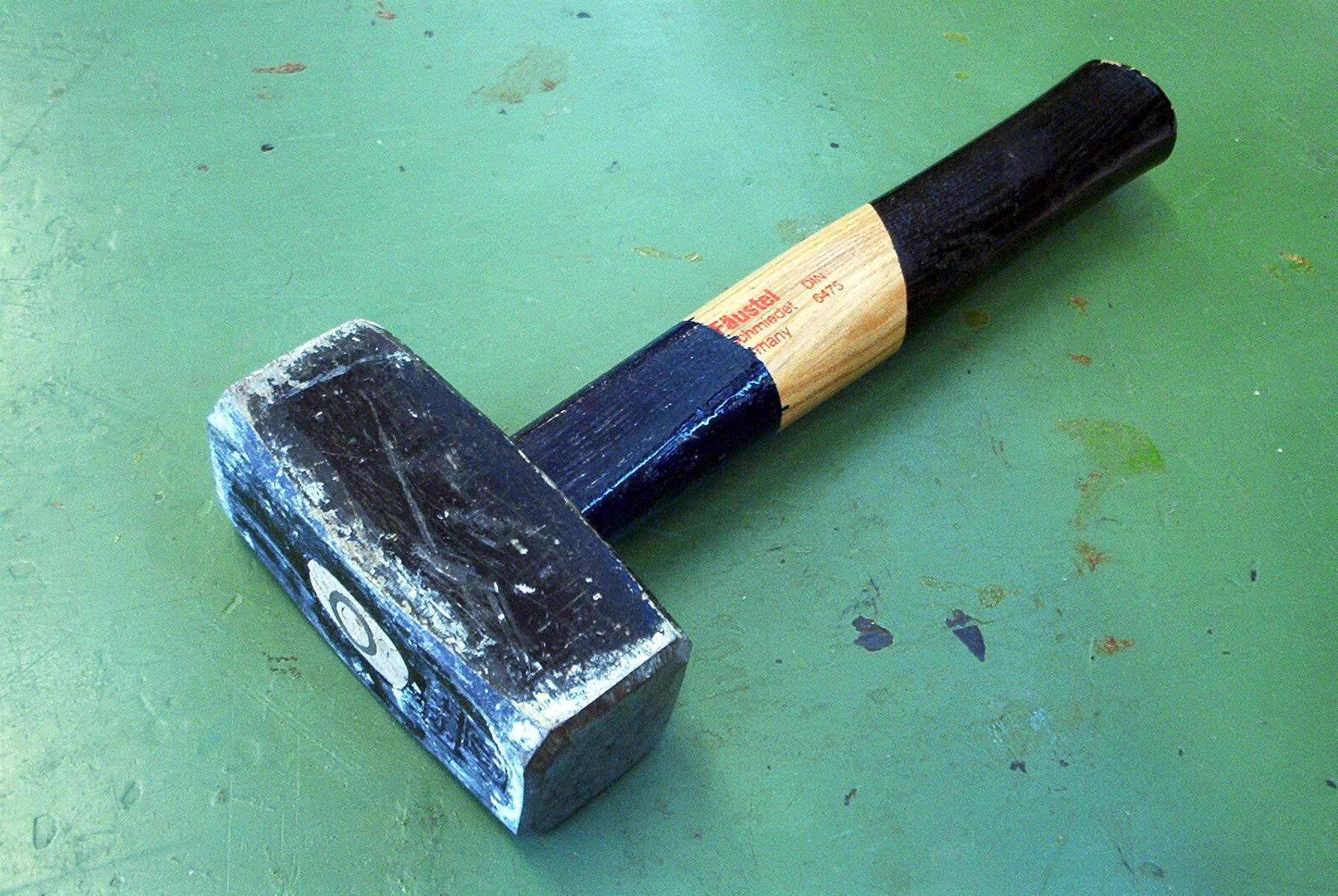
Moker

Een vuist of moker is een hamer met een massief stalen kop, waarin een essen of hickory steel is aangebracht. Het gewicht van de kop kan variëren van 1000 tot 2000 gram. Er kunnen stevige klappen mee uitgedeeld worden.
De steel dient uit het oogpunt van veiligheid onwrikbaar in de kop vast te zitten. Het gat (het huis) in het midden van de kop is daarom aan de zijde waar de steel erin wordt gestoken kleiner dan aan de andere zijde. De steel wordt precies passend in dit gat gemaakt, erin gestoken tot hij gelijk zit met de andere kant en vast gezet met één of meer stalen wiggen. De wig duwt het hout tegen de wand van het huis, zodat het huis volledig gevuld is met het uiteinde van de steel. Daardoor kan de kop er tijdens het werk niet af schieten.
Een vuist wordt vaak samen met een koudbeitel gebruikt voor zwaar werk: het slopen van muren, het klein maken van betontegels of bakstenen. Bij de metaalbewerking gebruikt men de moker wel bij het afhakken en/of doorhakken van bouten, moeren, klinknagels en dergelijke, in combinatie met een scherpe koudbeitel.
Bij het houwen in steen, bijvoorbeeld door steenhouwers en steenbeeldhouwers, wordt de vuist gebruikt in combinatie met diverse steenbeitels zoals de jop, de puntbeitel (spitsijzer) en de bouchardbeitel.
Andere benamingen voor de vuist zijn vuisthamer en moker.